# 克劳斯诺克沃伊道
克劳斯诺克沃伊道，是匈牙利包尔绍德-奥包乌伊-曾普伦州所辖的一个村。总面积11.44平方公里，总人口472，人口密度41.3人/平方公里（2011年1月1日）。